# سلیمان هوچوی
سلیمان هوچوی (انگلیسی: Solomon Hochoy; ۲۰ آوریل ۱۹۰۵ – ۱۵ نوامبر ۱۹۸۳) سیاست‌مدار اهل ترینیداد و توباگو بود. وی از ۳۱ اوت ۱۹۶۲ تا ۱۵ سپتامبر ۱۹۷۲ به عنوان فرماندار کل ترینیداد و توباگو فعالیت نمود.
سلیمان هوچوی در ۱۵ نوامبر ۱۹۸۳، در سن ۷۸ سالگی‌ درگذشت.